# Haloptilus furcatus
Haloptilus furcatus är en kräftdjursart som beskrevs av Georg Ossian Sars 1920. Haloptilus furcatus ingår i släktet Haloptilus och familjen Augaptilidae. Inga underarter finns listade i Catalogue of Life.